# Jedrenje u termici
Jedrenje u termici je najčešći korišteni izvor za podizanje jedrilice u visinu. Termalne struje nastaju kada sunčeve zrake zagriju tlo. Zbog različite strukture zemljine površine materijali na tlu se različito zagrijavaju, a time i zrak iznad njih. Jače zagrijani zrak postaje lakši, odvaja se od površine zemlje i penje se toliko visoko dok se ne ohladi do temperature okolnog zraka. Tada uspono strujanje zraka prestaje.
Usponu termičku struju zamišljamo kao stup zraka koji je topliji od okolnog i kreće se naviše. Ako je vlažnost zraka dovoljna, na vrhu tog stupa javit će se karakterističan oblak kumulus, koji će nam pomoći da ovaj stup lakše pronađemo u prostoru, iako nije uvijek sigurno da će ovaj oblak postojati. Presjek stupa može biti krug, elipsa ili neki drugi oblik.
Najbolji način da se iskoristi ovakvo uspono strujanje je kruženje u njemu, jer se na taj način jedrilica najduže zadržava u predjelu dizanja. Cilj je popeti se što brže jedrilicom u ovakvom strujanju, što se postiže kruženjem u onim dijelovima termičkog stupa gdje su uspona strujanja najveća.
U termičkom stupu brzina penjanja zraka najveća je u njegovom centru, a idući od centra k periferiji ova brzina opada. Da bi pilot prepoznao termalne struje, koristi instrument koji se zove variometar. On obavještava pilota o termici vizualno i zvučno. 
Ptice su "stari" jedriličari koje svojim instinktom pronalaze termičke stupove. Ljudi nemaju taj instinkt, ali se mogu osloniti na njihov kada ih vide kako jedre. Naročito su korisne velike ptice kao jastrebovi, orlovi i rode koje jedre u jatima, dok nam manje ptice teško mogu biti putokaz za termički stup.
Činjenica da termički stup nastaje tamo gdje je zagrijavanje površine Zemlje veće navodi na to da je potrebno tražiti takve površine. Pjeskoviti tereni, njive sa suhim kukuruzom i žitom, oranice tamne boje, kameniti dijelovi terena, krovovi naselja itd. mogu biti mjesta gdje se stvoraju termički stupovi danju. Predvečer i noću situacija se mijenja i ova mjesta zamijenit će druga koja su se tijekom dana sporije zagrijavala, a noću su se sporije hladila. Sada će se iznad njih zadržati topli zrak jer se iznad onih prethodnih brže hladio.